# Newsletter
Newsletter je tištěný nebo elektronický zpravodaj obsahující novinky týkající se činnosti podniku nebo organizace, který je zasílán jejím členům, zákazníkům, zaměstnancům nebo jiným odběratelům. Newslettery obecně zahrnují jedno hlavní téma, které má jejich příjemce zaujmout. Newsletter lze považovat za tzv. šedou literaturu.
Newslettery bývají nejběžnější formou podnikových periodik. Přibližně dvě třetiny newsletterů jsou interní podniková periodika zaměřená na zaměstnance a dobrovolníky, zatímco zhruba jedna třetina jsou externí podniková periodika zaměřená na zájmové skupiny.
Na českém trhu existují specializované platformy pro e-mailový marketing, které umožňují tvorbu a správu newsletterů. Mezi nejznámější patří Ecomail a SmartEmailing. Obě služby nabízejí nástroje pro efektivní rozesílání e-mailových kampaní, automatizaci, segmentaci kontaktů a analytiku výsledků.